# USS Kula Gulf (CVE-108)
«Кула-Галф» (англ. USS Kula Gulf (CVE-108)) — ескортний авіаносець США часів Другої світової війни типу «Комменсмент Бей».

## Історія створення
Авіаносець «Кула-Галф» був закладений 16 грудня 1943 року на верфі «Todd Pacific Shipyards» у Такомі під назвою «Vermillion Bay», але згодом перейменований на «Кула-Галф». Спущений на воду 15 серпня 1944 року, вступив у стрій 12 травня 1945 року.

## Історія служби
Після вступу у стрій «Кула-Галф» використовувався як навчальний авіаносець для підготовки пілотів морської авіації. 3 липня 1946 року корабель був виведений у резерв.
15 лютого 1951 року «Кула-Галф» був виведений з резерву і використовувався як авіатранспорт. У середині 1953 року переведений на Атлантичний океан, де використовувався як та протичовновий авіаносець. 15 грудня 1955 року виведений у резерв.
7 травня 1959 року корабель був перекласифікований в авіатранспорт AKV-8.
30 червня 1965 року «Кула-Галф» був виведений з резерву та до 6 жовтня 1969 року використовувався для перевезення літаків у Південно-Східну Азію. 7 листопада 1966 року, перебуваючи Перл-Гарборі, авіаносець був пошкоджений внаслідок пожежі.
15 вересня 1970 року авіаносець був виключений зі списків флоту і наступного року проданий на злам.